# Chiesa dei Santi Cornelio e Cipriano (Quinto)
La chiesa dei Santi Cornelio e Cipriano si trova a ad Altanca, frazione di Quinto.

## Descrizione
Documentata dal secolo XIII, si presenta come una massiccia costruzione del 1603 con coro poligonale, campanile del 1692 a sud, e due cappelle laterali rettangolari. Il muro meridionale presenta esternamente lesene e un fregio di archetti pensili in stile romanico.

### Interno
All'interno la navata è coperta con volta a botte ad arco a sesto ribassato, ornata di stucchi risalenti agli anni 1772-1773 e con agli angoli cartelle affrescate  nel 1850 raffiguranti San Pietro, San Paolo, San Cornelio e San Cipriano ad opera dei fratelli Stefano e Tommaso Calgari di Osco. Nella cappella di sinistra c'è un affresco della "Madonna del Rosario e santi", firmato da Cristofel Im Bach, del secolo XVII. In quella di destra un tabernacolo a tempietto ottagonale, con l'"Ultima Cena" dipinta sulla porticina, dell'inizio del secolo XVII. Sulla parete della cappella un affresco con "San Carlo Borromeo" della seconda metà del secolo XVII.